# Paul Stănescu
Paul Stănescu, né le 25 août 1957 à Vișina, est un homme politique roumain. 
Membre du Parti social-démocrate (PSD), il est ministre du Développement régional, vice-Premier ministre et ministre du Développement régional, de l'Administration publique et des Fonds européens de 2017  à 2019.

## Biographie

### Jeunesse
Il naît le 25 août 1957.

### Sénateur
Lors des élections législatives roumaines de 2016, il est élu sénateur.

### Membre du gouvernement
Le 17 octobre 2017, après la démission de Sevil Shhaideh à la suite d'un scandale de corruption, il devient vice-Premier ministre et ministre du Développement régional, de l'Administration publique et des Fonds européens.
Mis en minorité lors d'un vote interne du PSD, le 15 janvier 2018, Mihai Tudose démissionne et annonce qu'il n'assurera pas l'intérim à la tête du gouvernement. La nomination de Paul Stănescu comme chef du gouvernement intérimaire est annoncée pour une durée maximale de quarante-cinq jours. Finalement, le président Klaus Iohannis décide de nommer le ministre de la Défense Mihai Fifor. Le jour même, le PSD propose la députée européenne Viorica Dăncilă pour lui succéder. Le 17 janvier 2018, le président Iohannis nomme celle-ci au poste de Premier ministre. Elle prend ses fonctions le 29 janvier, devenant ainsi la première femme à diriger un gouvernement en Roumanie.